# 黑帮暴徒
《黑帮暴徒》（英語：Tsotsi）是一部2005年南非电影，加文·胡德执导。该片根据阿索尔·富加德的小说《Tsotsi》改编。电影配乐中有受欢迎的南非艺术家Zola演奏的Kwaito音乐，以及Mark Kilian和Paul Hepker演唱的南非抗议歌手/诗人Vusi Mahlasela的诗句。影片讲述一青年暴徒抢劫一辆轿车后发现後座有一婴儿，后良心发现归还给主人的故事。该片获2005年奥斯卡最佳外语片奖。